# Rutig sjöstjärna
Rutig sjöstjärna (Stichastrella rosea) är en sjöstjärneart som först beskrevs av Otto Friedrich Müller 1776. Enligt Catalogue of Life ingår Rutig sjöstjärna i släktet Stichastrella och familjen Stichasteridae, men enligt Dyntaxa är tillhörigheten istället släktet Stichastrella och familjen trollsjöstjärnor. Arten är reproducerande i Sverige. Inga underarter finns listade i Catalogue of Life.